# Scotopteryx cometifera
Scotopteryx cometifera là một loài bướm đêm trong họ Geometridae.